# Allah hat hundert Namen
Allah hat hundert Namen ist ein Hörspiel von Günter Eich, das am 18. Juni 1957 vom SWF, BR und RB unter der Regie von Ludwig Cremer gesendet wurde. Das Stück, in dem es um die Suche nach dem Sinn unseres Lebens geht, wurde mit dem Karl-Sczuka-Preis 1959 geehrt.

## Inhalt
Ägyptische Botschaft in Damaskus in der Mitte des 20. Jahrhunderts: Ein Jüngling, auf der Suche nach dem hundertsten Namen Allahs, wurde vom Propheten an Hakim verwiesen. Der Ägypter Hakim weiß den hundertsten Namen auch nicht und wirft ein, der Prophet sei bereits vor über dreizehn Jahrhunderten verstorben. Ein Toter könne keinen Lebenden ausschicken. Überdies hat der Hausmeister Hakim eigentlich gar keine Zeit. Zwar muss er gerade die Treppe der Botschaft fegen, doch erzählt er dem Jüngling unterdes, wie er den Namen erfuhr.
Vor dreißig Jahren – als 17-Jähriger – hatte Hakim einen Giftanschlag überlebt und bei der Gelegenheit seine Frau Fatime gewonnen, weil er auf eine Stimme gehört hatte. Jene Stimme, die sich als die des Propheten herausstellt, hatte ihn vor der Mordabsicht seines künftigen Schwiegervaters, des Imams von Alamut, gewarnt. Der Imam hatte Verwandte Hakims – lästige potentielle Erben – scharenweise vergiften lassen. Hakim war in Fatimes Zimmer geflüchtet und dank des praktischen Sinnes des schönen jungen Mädchens unentdeckt geblieben. Auf der Flucht des jungen Paares vor dem Vater und den restlichen Verwandten hatte ihm die Stimme einen Fischhandel in Damaskus als profitable ökonomische Basis eingeredet. Als das Geschäft mit dem Fisch dann sogar länderübergreifend florierte, war Hakim von der Stimme zur anstrengendsten Tätigkeit auf Erden, dem Müßiggang, bequemt worden. Fatime hatte sich fortan als geschickte Geschäftsfrau erwiesen.
Bestimmt, das verborgene Geheimnis der Welt, also den hundertsten Namen Allahs zu ergründen, dirigiert die Stimme Hakim von Syrien nach Paris. Dort schickt sie den jungen Ägypter nacheinander zu drei Adressen. Der katholische Schuhmachermeister Albert Dupont, also ein Ungläubiger, fertigt dem gewohnheitsmäßigen Sandalenträger Hakim ein Paar wundervolle grüne Stiefel, im Restaurant „Au Poisson Rouge“ kreiert ihm die kreolische Köchin Janine einen leckeren Kalbsbraten und im Bordell Rue du Beau Soupir 18 verbringt Ehemann Hakim mit der Dirne Ninon eine zauberhafte Nacht. Als Hakim weiter nach dem hundertsten Namen fragen will, ist keine der drei Pariser Herrschaften mehr ansprechbar. Der Schuhmacher ist verstorben, Janine wurde ihrer Kochkünste wegen von der gastronomischen Konkurrenz gekidnappt und Ninon ist mit den Francs aus Hakims Brieftasche über alle Berge. Hakim vermutet zu dem Zeitpunkt noch, der Prophet müsse sich dreimal bei der Adressierung geirrt haben.
Daheim in Damaskus wurde Fatime derweil von der Stimme am laufenden Band falsch beraten. Es ging ganz schnell. Da stand die erfahrene Geschäftsfrau mit leeren Händen da. Fatime hatte aber Glück im Unglück. Die Stelle einer Putzfrau in der ägyptischen Botschaft war gerade vakant geworden. Hakim, mittellos heimgekehrt, war von dem Botschafter, einem Literaturfreund, mit übernommen worden. In seiner Freizeit arbeiten beide Ägypter an einem wissenschaftlichen Werk über arabische Schimpfwörter; insbesondere solche mit Damaszener Einschlag.
Aber, fragt drei Jahrzehnte danach der Jüngling auf der Treppe der Botschaft, wie lautet nun der hundertste Name? Darauf Hakim: „Man muß übersetzen, wenn das Original nicht zu verstehen ist.“ Das heißt, der gesuchte Name könnte vielleicht für das Erstrebenswerte in einem Menschenleben stehen. Der Jüngling schaut ein wenig ratlos drein. Hakim schlägt nach den grünen Stiefeln, dem Kalbsbraten und dem Beischlaf das nächste Exempel für Erstrebenswertes vor. Er drückt dem Jungen den Besen in die Hand. Die Treppe soll täglich neu glänzen.

## Produktionen
- 18. Juni 1957, SWF, BR und RB. Regie: Ludwig Cremer. Musik: Hans-Martin Majewski. Friedrich Domin sprach die Stimme des Propheten, Carl-Heinz Schroth den Hakim, Ursula Langrock die Fatime, Paul Dättel ihren Vater, Ludwig Thiesen den Jüngling, Joseph Offenbach den Schuhmacher Dupont, Lina Carstens die Köchin Janine, Ruth Grossi die Dirne Ninon und Herbert Schimkat den ägyptischen Botschafter in Syrien.[3]
- 21. August 1958, ORF. Regie: Heinz Thiele.
- 6. Oktober 1979, SRG. Regie: Robert Bichler.[4]

## Rezeption
- Nach seiner Ursendung wurde das Hörspiel in etlichen Tageszeitungen besprochen. Wagner[5] nennt fünfzehn Zeitungsartikel.
- Am Ende seiner Inhaltsangabe schreibt Schwitzke, Hakim sähe den hundertsten Namen „in allem Schönen und Guten“[6].
- Die humorvolle Suche nach einem Wort gipfele notgedrungen in Übersetzungsversuchen, da der Übersetzer jenes Urwort[7] ohnehin frühestens im Augenblicke seines Todes erkennen könne.[8]

### Ausgaben
- Günter Eich: Allah hat hundert Namen. Ein Hörspiel. Insel Verlag, Wiesbaden 1958 - Insel-Bücherei 667/1
- Günter Eich: Fünfzehn Hörspiele. (Geh nicht nach El Kuwehd. Träume. Sabeth. Die Andere und ich. Blick auf Venedig. Der Tiger Jussuf. Meine sieben jungen Freunde. Die Mädchen aus Viterbo. Das Jahr Lazertis. Zinngeschrei. Die Stunde des Huflattichs. Die Brandung vor Setúbal. Allah hat hundert Namen. Festianus, Märtyrer. Man bittet zu läuten) Suhrkamp, Frankfurt am Main 1966 (Reihe: Die Bücher der Neunzehn, Bd. 136), 598 Seiten

### Verwendete Ausgabe
- Günter Eich: Allah hat hundert Namen (1957). S. 343–386 in: Karl Karst (Hrsg.): Günter Eich. Die Hörspiele 2. in: Gesammelte Werke in vier Bänden. Revidierte Ausgabe. Band III. Suhrkamp, Frankfurt am Main 1991, ohne ISBN

### Sekundärliteratur
- Heinz Schwitzke (Hrsg.): Reclams Hörspielführer. Unter Mitarbeit von Franz Hiesel, Werner Klippert, Jürgen Tomm. Reclam, Stuttgart 1969, ohne ISBN, 671 Seiten
- Sabine Alber: Der Ort im freien Fall. Günter Eichs Maulwürfe im Kontext des Gesamtwerkes. Diss. Technische Universität Berlin 1992. Verlag Peter Lang, Frankfurt am Main 1992 (Europäische Hochschulschriften. Reihe I, Deutsche Sprache und Literatur, Bd. 1329), ISBN 3-631-45070-2

- Sigurd Martin: Die Auren des Wort-Bildes. Günter Eichs Maulwurf-Poetik und die Theorie des versehenden Lesens. Diss. Universität Frankfurt am Main 1994. Röhrig Universitätsverlag, St. Ingbert 1995 (Mannheimer Studien zur Literatur- und Kulturwissenschaft, Bd. 3), ISBN 3-86110-057-6
- Hans-Ulrich Wagner: Günter Eich und der Rundfunk. Essay und Dokumentation. Verlag für Berlin-Brandenburg, Potsdam 1999, ISBN 3-932981-46-4 (Veröffentlichungen des Deutschen Rundfunkarchivs; Bd. 27)